# マリア・イーヴォギュン
マリア・イーヴォギュン（Maria Ivogün、1891年11月18日 - 1987年10月3日、本名はマリア・ケンプナー（Maria Kempner））は、ハンガリーの声楽家（ソプラノ）、オペラ歌手、音楽教育者。姓はイヴォギュンと表記されることがある。いずれもハンガリー語（マジャル語）風の読みであり、ドイツ語においては彼女が活躍したウィーンでの方言、ベルリンでの方言ともに読みは「イフォギュン」となるが、そのような表記をされた例は確認できない。 
歌手としては特にモーツァルトのオペラ作品の役を得意とする伝説的なコロラトゥーラソプラノとして君臨した。また、優れた音楽教育者として数多くの門下生を育てており、とりわけエリーザベト・シュヴァルツコップを育てたことで名高い。 

## 生涯
マリア・イーヴォギュンは、オーストリア＝ハンガリー帝国の大佐パル・ケンプナーとオーストリアのオペレッタ歌手イダ・フォン・ギュンターの娘としてブダペシュトで生まれた。母親の名前が彼女の芸名（Ida VOn GÜNter）の由来である。母親がスイス人と再婚したため、幼少期と少女期の大半をチューリッヒで過ごした。1909年から（1907年説あり）、ウィーンの音楽アカデミー（現：ウィーン国立音楽大学）でイレーネ・シュレンマー＝アンブロスのもとで歌を学び、フラウシャー教授とシュトル教授のもとで演劇を学んだ。 
若きソプラノは1913年にウィーン国立歌劇場のオーディションに不合格となった。しかし、そこの指揮者であったブルーノ・ヴァルターは、彼女の並外れた才能を認め、新たな活躍場所であるミュンヘンのバイエルン国立歌劇場に彼女を紹介した。もともとイーヴォギュンはドイツの小さな劇場でキャリアを積むつもりであったが、最終的には同意し、ミュンヘンでプッチーニ『ラ・ボエーム』ミミでデビューした。3年後の1916年には、作曲家リヒャルト・シュトラウスの急な依頼により、ウィーンで『ナクソス島のアリアドネ』改訂版のツェルビネッタを歌った。同年、モーツァルト『魔笛』夜の女王で病気の歌手の代役を務め、イーヴォギュンは高い評価を受け、成功の基盤が形作られた。同年には、ヨーロッパで最も優れた女性歌手の一人として評価され、ベートーヴェン『フィデリオ』マルツェリーネ、モーツァルト『コジ・ファン・トゥッテ』『フィガロの結婚』などのオペラに出演した。1917年にはバイエルンの宮廷歌手の称号を授与された。同年、1921年に結婚したテノールのカール・エルプと一緒に、プフィッツナー『パレストリーナ』世界初演でイギーノを歌い、エルプはタイトルロールを歌った。彼らの歌の芸術で、アーティストのカップルは、報道と観客の熱狂的な嵐を引き起こした。 
イーヴォギュンはミュンヘンで行われた他の2つの重要な初演に主役で参加した。当時19歳だったエーリヒ・ヴォルフガング・コルンゴルト『ポリクラテスの指環』（1916年3月28日初演）ではローラを、ヴァルター・ブラウンフェルス『鳥たち（Die Vögel）』（1920年12月4日初演）ではナイチンゲールを歌っている。1925/1926年のシーズンには、有名になったイーヴォギュンがブルーノ・ヴァルターに続きベルリン国立歌劇場に登場した。1932年まで同歌劇場の専属歌手として活躍した。同年にカール・エルプと離婚し、1933年にピアニストのミヒャエル・ラウハイゼンと再婚した。 
数々のコンサートツアーやオペラの客演で、イーヴォギュンはドイツや海外で数えきれないほど活躍している。ミラノ・スカラ座、ウィーン国立歌劇場、ロンドンのロイヤル・オペラ・ハウス・コヴェントガーデン歌劇場、シカゴ歌劇場、ニューヨーク・メトロポリタン・オペラなどに出演。また、1930年のザルツブルク音楽祭にドニゼッティ『ドン・パスクワーレ』ノリーナで出演。しかし目の病気のため、彼女は1932年にオペラのキャリアを終え、1934年にはリート（ドイツ歌曲）歌手としてのキャリアを終えた。 
その後はベルリン音楽大学（Berliner Hochschule für Musik、現：ベルリン芸術大学）の教員となり、後進を育成した。 

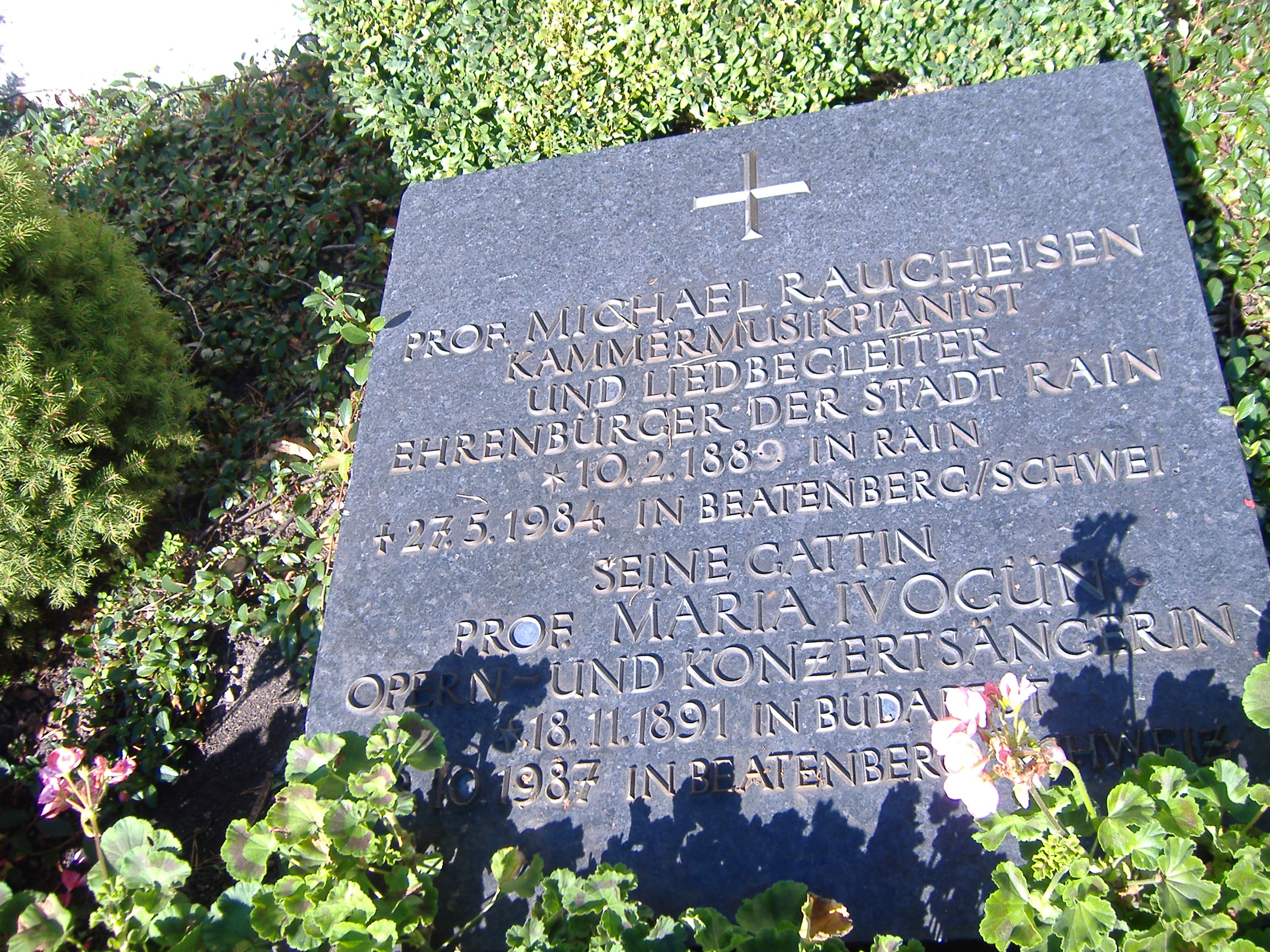
マリア・イーヴォギュンの墓

イーヴォギュンは1948年から1950年までウィーン国立音楽大学で教鞭をとり、その後再びベルリン音楽大学の教授となる。彼女は残りの人生をスイスで過ごしたが、事実上盲目であった。 
1987年10月3日、スイスのベアテンベルクで死去。95歳没。 
イーヴォギュンは夫のミヒャエル・ラウハイゼンのそばで最後の安息の地を見つけた。彼の生家であるライン（バイエルン州）の墓地に埋葬されている。 

## 功績
イーヴォギュンは、20世紀の影響力のあるオペラ歌手とされている。第一次世界大戦と第二次世界大戦の間、ヨーロッパにおいてドイツでのオペラ公演の評価を高めることに大きく貢献した。数々のレコーディング（特に最初の夫と一緒にされたもの）によって彼女の芸術活動の水準の高さを確認することができる。 
イーヴォギュンは、オペラや軽音楽の有名な歌手の教育者であり、きわめて優れた指導者でもあった。門下生には、エリーザベト・シュヴァルツコップ、リタ・シュトライヒ、イヴリン・リアー、テア・リンハルト（カール・ベームの配偶者）、レナーテ・ホルム、ヘルガ・コスタなどのオペラ歌手がいる。中でもシュヴァルツコップをコロラトゥーラソプラノに転向させたのはイーヴォギュンであり、ベルリン音楽大学で教えた後も私的な生徒として個別指導している。 
1950年代に人気だったポップス歌手のギッタ・リントも、「オペラの歌姫」の学生として教育を受けた。 
日本人でも、田中路子や東京藝術大学教授を長年務めた平原寿恵子がドイツ留学時にベルリン音楽大学でイーヴォギュンに師事している。

## ディスコグラフィー（主なもの）
- マリア・イーヴォギュン ーオデオンの完全な録音ー17の未発表アイテム 1916 - 1919
- 黄金の声 - マリア・イーヴォギュン
- マリア・イーヴォギュンが歌う - LP Records Scala 815（米国版）